# Боснийский горшок
Боснийский горшок (босн. Bosanski lonac) — боснийское рагу, кулинарное блюдо, которое ценится за его богатый вкус и гибкость. Рецепты боснийского горшка или горшочка сильно различаются в зависимости от личных и региональных предпочтений, но основные ингредиенты, как правило, включают измельченное мясо и овощи. В блюде можно использовать мясное ассорти. Оно было описано как национальное блюдо Боснии.
Боснийский горшок был на столе как у богатых, так и у бедных на протяжении сотен лет. Богатые готовили блюдо из большего количества мяса и других дорогих ингредиентов, а бедные использовали то, что было доступно. Типичные ингредиенты: говядина, баранина, капуста, картофель, помидоры, морковь, петрушка, чеснок, перец горошком (цельный, а не молотый). Можно использовать много разных овощей или мяса. Боснийский горшок готовится из мяса и овощей, которые укладываются слоями в большой кастрюле (горшке), чередуя слои мяса и овощей, пока кастрюля не наполнится, затем добавляется 100-200 мл воды. Ингредиенты обычно нарезают крупными кусками, а не мелко нарезают или измельчают .
Первоначально боснийский горшок готовили в керамических горшках  и томили в камине или яме в земле. Сегодня, когда становится мало каминов/печей для приготовления пищи, многие повара используют обычную кастрюлю и кухонную плиту. Из-за того, что используются большие куски мяса и овощей, блюдо готовится примерно за 4 часа.